# Chamaeangis ichneumonea
Chamaeangis ichneumonea är en orkidéart som först beskrevs av John Lindley, och fick sitt nu gällande namn av Rudolf Schlechter. Chamaeangis ichneumonea ingår i släktet Chamaeangis och familjen orkidéer. Inga underarter finns listade i Catalogue of Life.